# Purpurtreblad
Purpurtreblad (Trillium erectum) är en nysrotsväxtart som beskrevs av Carl von Linné. Enligt Catalogue of Life och Dyntaxa ingår Purpurtreblad i släktet treblad och familjen nysrotsväxter. Arten har ej påträffats i Sverige.

## Underarter
Arten delas in i följande underarter:
- T. e. album
- T. e. erectum

## Bildgalleri

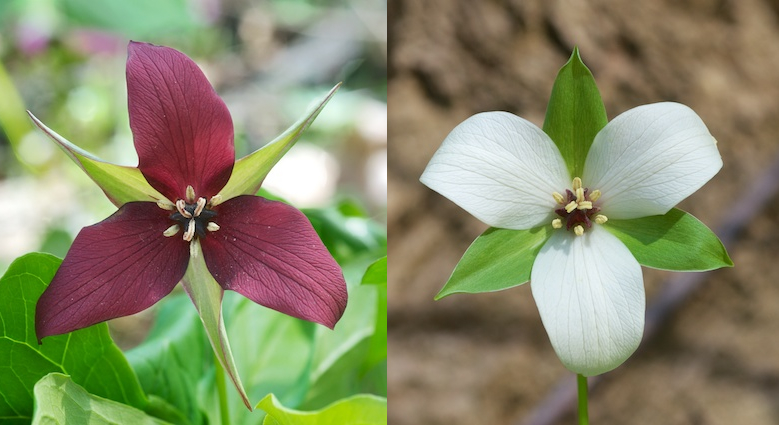
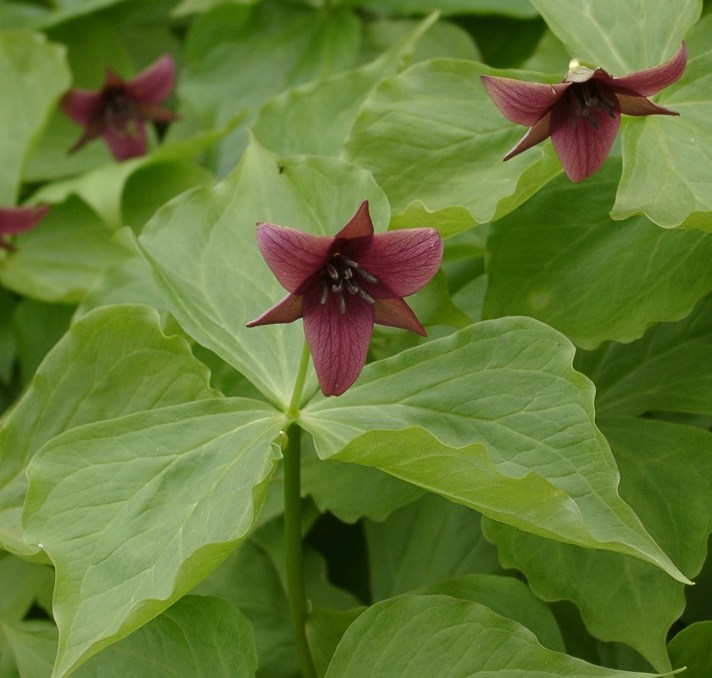
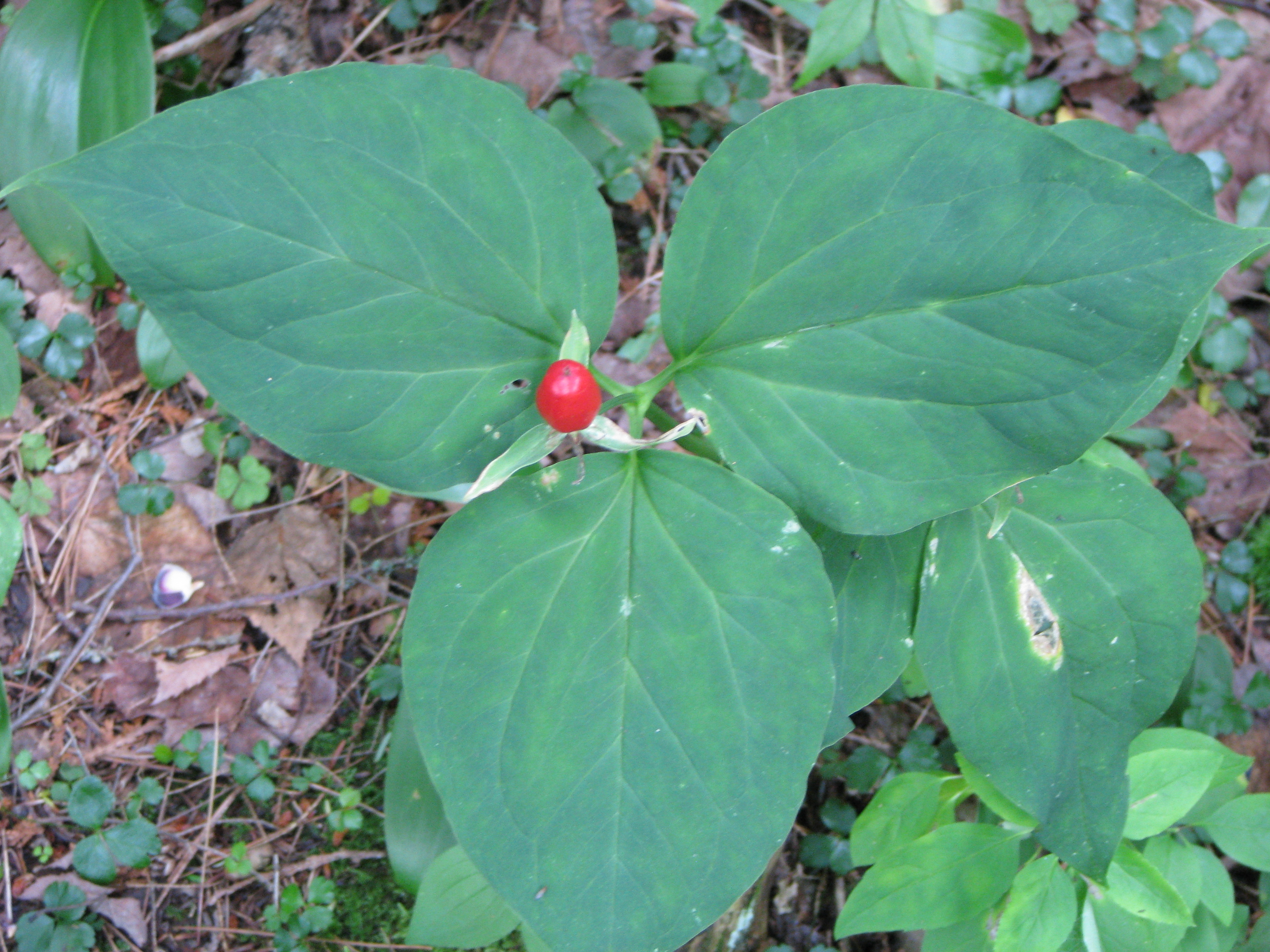